# Klaus Gjasula
Klaus Fatmir Gjasula (Tirana, 14 de diciembre de 1989) es un futbolista albanés. Juega de centrocampista y su equipo es el Rot-Weiss Essen de la 3. Liga alemana.

## Selección nacional
Es internacional absoluto con la selección de Albania desde el año 2019. Debutó el 7 de septiembre contra Francia en la clasificación para la Eurocopa 2020.

### Participaciones en Eurocopas
| Copa          | Sede     | Resultado    | Partidos | Goles |
| ------------- | -------- | ------------ | -------- | ----- |
| Eurocopa 2024 | Alemania | Primera fase | 1        | 1     |

## Estadísticas
Actualizado al último partido disputado el 24 de mayo de 2025.
| Club                           | Div.          | Temporada     | Liga  | Liga  | Copas nacionales | Copas nacionales | Copas internacionales | Copas internacionales | Total | Total |
| Club                           | Div.          | Temporada     | Part. | Goles | Part.            | Goles            | Part.                 | Goles                 | Part. | Goles |
| ------------------------------ | ------------- | ------------- | ----- | ----- | ---------------- | ---------------- | --------------------- | --------------------- | ----- | ----- |
| Bahlinger SC · Alemania        | 5.ª           | 2009-10       | 25    | 2     | 0                | 0                | —                     | —                     | 25    | 2     |
| Bahlinger SC · Alemania        | Total club    | Total club    | 25    | 2     | 0                | 0                | 0                     | 0                     | 25    | 2     |
| SV Waldhof Mannheim · Alemania | 5.ª           | 2010-11       | 25    | 2     | 0                | 0                | —                     | —                     | 25    | 2     |
| SV Waldhof Mannheim · Alemania | 4.ª           | 2011-12       | 25    | 1     | 0                | 0                | —                     | —                     | 25    | 1     |
| SV Waldhof Mannheim · Alemania | Total club    | Total club    | 50    | 3     | 0                | 0                | 0                     | 0                     | 50    | 3     |
| MSV Duisburgo II · Alemania    | 4.ª           | 2012-13       | 23    | 0     | 0                | 0                | —                     | —                     | 23    | 0     |
| MSV Duisburgo II · Alemania    | Total club    | Total club    | 23    | 0     | 0                | 0                | 0                     | 0                     | 23    | 0     |
| Kickers Offenbach · Alemania   | 4.ª           | 2013-14       | 27    | 2     | 0                | 0                | —                     | —                     | 27    | 2     |
| Kickers Offenbach · Alemania   | 4.ª           | 2014-15       | 33    | 0     | 3                | 0                | —                     | —                     | 36    | 0     |
| Kickers Offenbach · Alemania   | 4.ª           | 2015-16       | 17    | 2     | 0                | 0                | —                     | —                     | 17    | 2     |
| Kickers Offenbach · Alemania   | Total club    | Total club    | 77    | 4     | 3                | 0                | 0                     | 0                     | 80    | 4     |
| Stuttgarter Kickers · Alemania | 3.ª           | 2015-16       | 16    | 0     | 0                | 0                | —                     | —                     | 16    | 0     |
| Stuttgarter Kickers · Alemania | Total club    | Total club    | 16    | 0     | 0                | 0                | 0                     | 0                     | 16    | 0     |
| Hallescher FC · Alemania       | 3.ª           | 2016-17       | 30    | 3     | 2                | 1                | —                     | —                     | 32    | 4     |
| Hallescher FC · Alemania       | 3.ª           | 2017-18       | 23    | 3     | 0                | 0                | —                     | —                     | 23    | 3     |
| Hallescher FC · Alemania       | Total club    | Total club    | 53    | 6     | 2                | 1                | 0                     | 0                     | 55    | 7     |
| S. C. Paderborn 07 · Alemania  | 2.ª           | 2018-19       | 24    | 1     | 3                | 0                | —                     | —                     | 27    | 1     |
| S. C. Paderborn 07 · Alemania  | 1.ª           | 2019-20       | 29    | 2     | 2                | 0                | —                     | —                     | 31    | 2     |
| S. C. Paderborn 07 · Alemania  | Total club    | Total club    | 53    | 3     | 5                | 0                | 0                     | 0                     | 58    | 3     |
| Hamburgo S. V. · Alemania      | 2.ª           | 2020-21       | 15    | 0     | 1                | 0                | —                     | —                     | 16    | 0     |
| Hamburgo S. V. · Alemania      | Total club    | Total club    | 15    | 0     | 1                | 0                | 0                     | 0                     | 16    | 0     |
| S. V. Darmstadt 98 · Alemania  | 2.ª           | 2021-22       | 23    | 1     | 0                | 0                | —                     | —                     | 23    | 1     |
| S. V. Darmstadt 98 · Alemania  | 2.ª           | 2022-23       | 17    | 0     | 1                | 0                | —                     | —                     | 18    | 0     |
| S. V. Darmstadt 98 · Alemania  | 1.ª           | 2023-24       | 22    | 0     | 0                | 0                | —                     | —                     | 22    | 0     |
| S. V. Darmstadt 98 · Alemania  | 2.ª           | 2024-25       | 4     | 0     | 0                | 0                | ―                     | ―                     | 4     | 0     |
| S. V. Darmstadt 98 · Alemania  | Total club    | Total club    | 66    | 1     | 1                | 0                | 0                     | 0                     | 67    | 1     |
| Rot-Weiss Essen · Alemania     | 3.ª           | 2024-25       | 17    | 0     | 2                | 1                | —                     | —                     | 19    | 1     |
| Rot-Weiss Essen · Alemania     | Total club    | Total club    | 17    | 0     | 2                | 1                | 0                     | 0                     | 19    | 1     |
| Total carrera                  | Total carrera | Total carrera | 395   | 19    | 14               | 2                | 0                     | 0                     | 409   | 21    |
| 1.                             |               |               |       |       |                  |                  |                       |                       |       |       |

## Vida personal
Es el hermano menor del también futbolista Jürgen Gjasula. Klaus posee la ciudadanía alemana.